# Lijst van ECW World Tag Team Champions
Het ECW World Tag Team Championship was een professioneel worstelkampioenschap van Extreme Championship Wrestling. Deze titel werd op 23 juni 1992 geïntroduceerd en werd beëindigd op 3 december 2000. Dit is de lijst van mensen die ECW World Tag Team Champion zijn geweest.

## Titel geschiedenis
| Nr.                 | Worstelaars                                                           | Nr.                 | Datum             | Stad            | Aantekeningen |
| ------------------- | --------------------------------------------------------------------- | ------------------- | ----------------- | --------------- | --- |
| 1                   | The Super Destroyers (A.J. Petrucci en Doug Stahl)                    | 1                   | 23 juni 1992      | Philadelphia    | Petrucci en Stahl wonnen de titel in een toernooifinale.                                                                                         |
| 2                   | Tony Stetson en Larry Winters                                         | 1                   | 2 april 1993      | Radnor          | |
| 3                   | The Suicide Blondes (Chris Candido, Johnny Hotbody en Chris Michaels) | 1                   | 3 april 1993      | Philadelphia    | De drie worstelaars waren gekroond als kampioenen en waren beschikbaar om de titel te verdedigen.                                                |
| 4                   | The Super Destroyers                                                  | 2                   | 15 mei 1993       | Philadelphia    | |
| 5                   | The Suicide Blondes                                                   | 2                   | 15 mei 1993       | Philadelphia    | |
| Beschikbaar gesteld | Beschikbaar gesteld                                                   | Beschikbaar gesteld | Juli 1993         | Philadelphia    | ECW stelde de titel beschikbaar nadat Candido de organisatie verliet voor de Smoky Mountain Wrestling organisatie.                               |
| 6                   | The Dark Patriot en Eddie Gilbert                                     | 1                   | 8 augustus 1993   | Philadelphia    | The Dark Patriot en Gilbert won de titel in een toernooifinale.                                                                                  |
| Beschikbaar gesteld | Beschikbaar gesteld                                                   | Beschikbaar gesteld | 1 oktober 1993    | Philadelphia    | ECW stelde de titel beschikbaar nadat The Dark Patriot en Eddie Gilbert de organisatie verlieten.                                                |
| 7                   | Johnny Hotbody (3) en Tony Stetson (2)                                | 1                   | 1 oktober 1993    | Philadelphia    | Hotbody en Stetson kregen de titel van ECW. |
| 8                   | Tommy Dreamer en Johnny Gunn                                          | 1                   | 13 november 1993  | Philadelphia    | November to Remember. |
| 9                   | Kevin Sullivan en The Tazmaniac                                       | 1                   | 4 december 1993   | Philadelphia    | |
| 10                  | The Public Enemy (Johnny Grunge en Rocco Rock)                        | 1                   | 6 maart 1994      | Philadelphia    | |
| 11                  | Cactus Jack en Mikey Whipwreck                                        | 1                   | 27 augustus 1994  | Philadelphia    | |
| 12                  | The Public Enemy                                                      | 2                   | 5 november 1994   | Philadelphia    | November to Remember |
| 13                  | Sabu en The Tazmaniac (2)                                             | 1                   | 4 februari 1995   | Philadelphia    | |
| 14                  | Chris Benoit en Dean Malenko                                          | 1                   | 25 februari 1995  | Philadelphia    | |
| 15                  | The Public Enemy                                                      | 3                   | 8 april 1995      | Philadelphia    | |
| 16                  | Raven en Stevie Richards                                              | 1                   | 30 juni 1995      | Jim Thorpe      | |
| 17                  | The Pitbulls (Pitbull #1 en Pitbull #2)                               | 1                   | 16 september 1995 | Philadelphia    | |
| 18                  | Raven en Stevie Richards                                              | 2                   | 7 oktober 1995    | Philadelphia    | |
| 19                  | The Public Enemy                                                      | 4                   | 7 oktober 1995    | Philadelphia    | |
| 20                  | 2 Cold Scorpio en The Sandman                                         | 1                   | 28 oktober 1995   | Philadelphia    | |
| 21                  | Cactus Jack en Mikey Whipwreck                                        | 2                   | 29 december 1995  | New York        | Whipwreck versloeg 2 Cold Scorpio in een een-op-eenmatch en Cactus Jack werd Whiprecks partner.                                                  |
| 22                  | The Eliminators (Kronus en Saturn)                                    | 1                   | 3 februari 1996   | New York        | |
| 23                  | The Gangstas (Mustapha Saed en New Jack)                              | 1                   | 3 augustus 1996   | Philadelphia    | |
| 24                  | The Eliminators                                                       | 2                   | 20 december 1996  | Middletown      | |
| 25                  | Dudley Boyz (Buh Buh Ray en D-Von)                                    | 1                   | 15 maart 1997     | Philadelphia    | |
| 26                  | The Eliminators                                                       | 3                   | 13 april 1997     | Philadelphia    | Barely Legal |
| 27                  | Dudley Boyz                                                           | 2                   | 20 juni 1997      | Waltham         | Dudley Boyz versloeg Kronus in een Handicap match.                                                                                               |
| 28                  | The Gangstas                                                          | 2                   | 19 juli 1997      | Philadelphia    | |
| 29                  | Dudley Boyz                                                           | 3                   | 17 augustus 1997  | Fort Lauderdale | Hardcore Heaven |
| 30                  | The Gangstanators (Kronus (4) en New Jack (3))                        | 1                   | 20 september 1997 | Philadelphia    | |
| 31                  | Full Blooded Italians (Little Guido en Tracy Smothers)                | 1                   | 18 oktober 1997   | Philadelphia    | |
| 32                  | Doug Furnas en Phil LaFon                                             | 1                   | 5 december 1997   | Waltham         | |
| 33                  | Chris Candido (3) en Lance Storm                                      | 1                   | 6 december 1997   | Philadelphia    | |
| 34                  | Sabu (2) en Rob Van Dam                                               | 1                   | 27 juni 1998      | Philadelphia    | |
| 35                  | Dudley Boyz                                                           | 4                   | 24 oktober 1998   | Cleveland       | |
| 36                  | Balls Mahoney en Masato Tanaka                                        | 1                   | 1 november 1998   | New Orleans     | November to Remember |
| 37                  | Dudley Boyz                                                           | 5                   | 6 november 1998   | New York        | |
| 38                  | Sabu (3) en Rob Van Dam (2)                                           | 2                   | 13 december 1998  | Tokio, Japan    | Sabu en Van Dam wonnen de titel tijdens de Frontier Martial-Arts Wrestlings Year End Sensation tour.                                             |
| 39                  | Dudley Boyz                                                           | 6                   | 17 april 1999     | Buffalo         | D-Von Dudley versloeg Van Dam in een een-op-eenmatch en won de kampioenschap voor zijn team.                                                     |
| 40                  | Spike Dudley en Balls Mahoney (2)                                     | 1                   | 18 juli 1999      | Dayton          | Heat Wave |
| 41                  | Dudley Boyz                                                           | 7                   | 13 augustus 1999  | Cleveland       | |
| 42                  | Spike Dudley (2) en Balls Mahoney (3)                                 | 2                   | 14 augustus 1999  | Toledo          | |
| 43                  | Dudley Boyz                                                           | 8                   | 26 augustus 1999  | New York        | |
| 44                  | Tommy Dreamer (2) en Raven (3)                                        | 1                   | 26 augustus 1999  | New York        | |
| 45                  | Impact Players (Justin Credible en Lance Storm (2))                   | 1                   | 9 januari 2000    | Birmingham      | Guilty as Charged |
| 46                  | Tommy Dreamer (3) en Masato Tanaka (2)                                | 1                   | 26 februari 2000  | Cincinnati      | |
| 47                  | Mike Awesome en Raven (4)                                             | 1                   | 4 maart 2000      | Philadelphia    | |
| 48                  | Impact Players                                                        | 2                   | 12 maart 2000     | Danbury         | |
| Beschikbaar gesteld | Beschikbaar gesteld                                                   | Beschikbaar gesteld | 22 april 2000     | Philadelphia    | Op CyberSlam, Justin Credible gaf de titel op voor de ECW World Heavyweight Championship. Storm vertrok later naar World Championship Wrestling. |
| 49                  | Yoshihiro Tajiri en Mikey Whipwreck (3)                               | 1                   | 25 augustus 2000  | New York        | |
| 50                  | Full Blooded Italians (Little Guido (2) en Tony Mamaluke)             | 1                   | 26 augustus 2000  | New York        | |
| 51                  | Danny Doring en Roadkill                                              | 1                   | 3 december 2000   | New York        | Massacre on 34th Street. Doring en Roadkill waren de laatste kampioenen.                                                                         |